# Dragon tigre phénix
Le Dragon tigre phénix est un type de plat traditionnel cantonais fait à partir d'un mélange de viandes de serpent, de chat (ou plutôt de civette) et de poulet. Il est retrouvé presque exclusivement dans les régions du sud de la Chine comme le Guangdong et le Guangxi. Autrefois, les Cantonais considéraient que le serpent, le chat et la poule noire (parfois même le chien) étaient bon pour la santé (appelés « toniques » en cantonais). Il était donc très fréquent de garder des chats et des chiens à l'intérieur de la maison. Certains paysans élevaient également des poules dans leurs jardins. En automne et en hiver, ces chats et ces chiens étaient abattus avec des serpents que leur propriétaires avaient attrapés dans la nature afin d'en faire ce plat traditionnel populaire.  
Désormais, la vente de civettes a été interdite par le gouvernement chinois pour des raisons sanitaires, et les serpents ne peuvent être consommés que dans des abattoirs légaux, dont la plupart est élevée en captivité. 

## Étymologie
Le nom du plat vient de l'utilisation des trois viandes. Le dragon est représenté par le serpent, le tigre est représenté par le chat (parfois substitué par de la Civette palmiste à masque) et le phénix est représenté par du poulet,. 

## Les types
Il existe quelques variations du plat. Une de ces variété est le « phénix tigre dragon chrysanthème »( 菊花龍虎鳳 ). 

## Voir également
- Quatre animaux